# Lakshmiswar Sinha

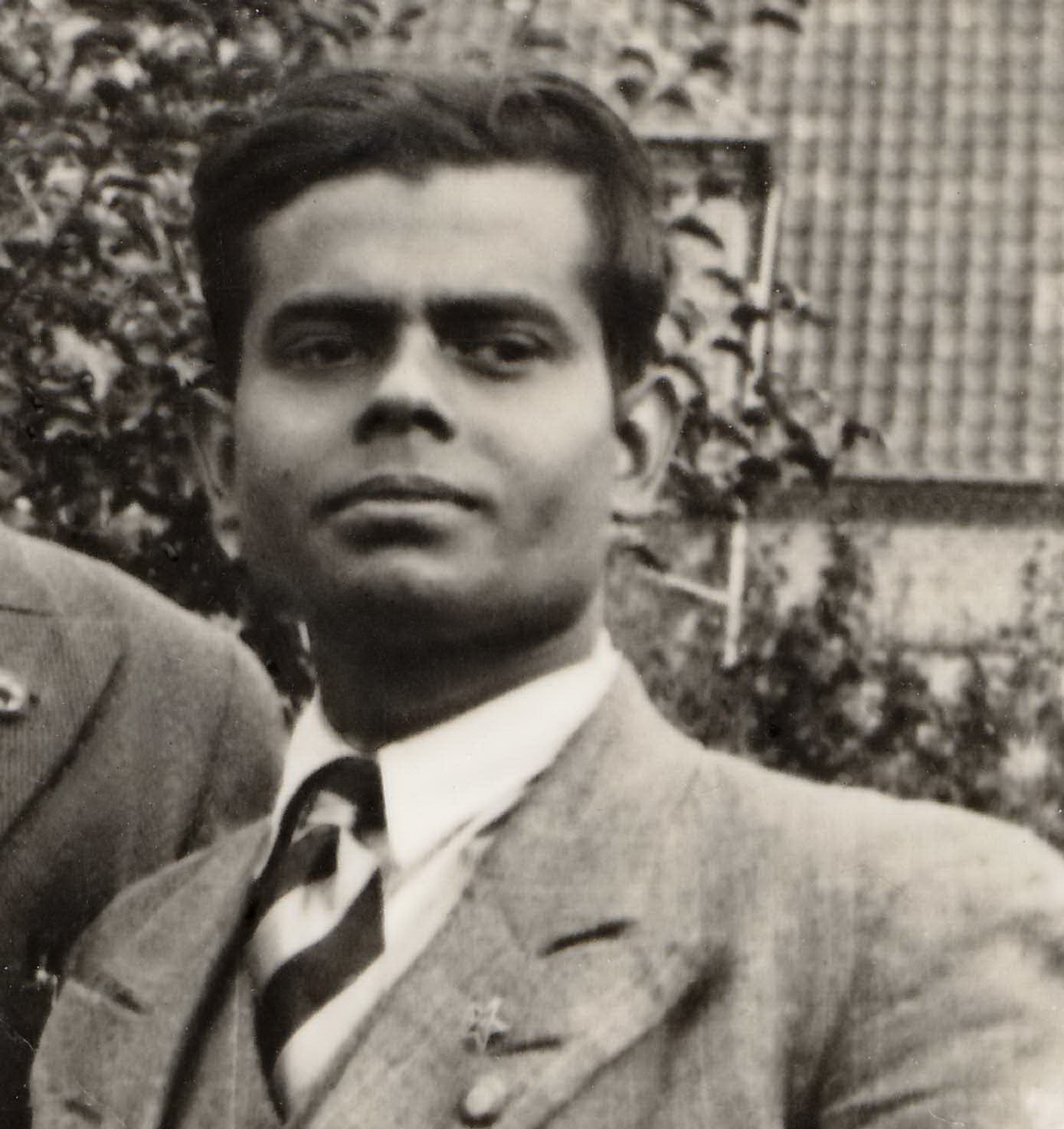
Lakshmiswar Sinha in Schweden c. 1930, (foto: Weide)

Lakshmiswar Sinha (* 6. Juni 1905 in Rarisal im nordöstlichen Indien; † 22. April 1977 in Shantiniketan, Indien) war ein indischer Esperantist und Werkunterrichtslehrer in Shantiniketan, Bengalen. Er war Tagores Freund und Schüler.

## Werdegang
Nach Schweden entsandt, studierte er dort in den Jahren 1928/29 den schulischen Werkunterricht. Während seines Aufenthalts in Stockholm wurde er 1928 Esperantist; er bestand alle Prüfungen des SEI (Svenska Esperanto-Institutet).  Auf Anregung von Ernfrid Malmgren begann er im September 1929, auf Vortragsreisen zu gehen. Allein in Schweden legte er 10 000 km zurück, hielt mehr als 200 Vorträge, davon zwei im Radio, vor insgesamt ungefähr 30 000 Zuhörern. Im Herbst 1930 unternahm er eine Rundreise durch Estland und Litauen, während der er Vorträge hielt. Danach führte ihn eine zweimonatige Vortragsreise durch Polen, wo er 40 Vorträge in 22 Städten vor ungefähr insgesamt 8000 Zuhörern hielt. Er musste im August 1931 nach Indien zurückkehren. Dort veröffentlichte er Artikel über Esperanto, außerdem wurde er Landesdelegierter des Weltbundes UEA.
Im Herbst 1933 kam er abermals nach Schweden. 1936 erschien sein  Buch "Hindo rigardas Svedlandon" (Ein Inder betrachtet Schweden). Seine Übersetzung der 7 Erzählungen von Rabindranath Thakur, "Malsata ŝtono" (Hungriger Stein) aus dem Jahr 1961 begründete die Serio Oriento-Okcidento (Serie Orient – Okzident).
Dank seiner Bemühungen, in Indien eine Esperanto-Bewegung zu schaffen, wurde in 1963 das Bengala Esperanto-Instituto gegründet. Im gleichen Jahr erschien die Broschüre "Esperanto-Movado" (Esperanto-Bewegung) in bengalischer Sprache. Die Eldona Societo Esperanto veröffentlichte 1966 in Schweden Sinhas Autobiografie "Jaroj sur tero" (Jahre auf der Erde). Sinhas letztes Werk – "Facila Esperanta lernolibro" (Ein einfaches Esperanto-Lehrbuch) – erschien in bengalischer Sprache 1974.

## Veröffentlichungen
- Sivaĝi ein historisches Dramolett (original in Esperanto), 1928
- 3 Bengalaj fabeloj (3 bengalische Märchen) Der Gott, der Bettler und die wundersamen Töpfe; Der Fakir und der Prinz, Was ist Weisheit?; 1930 (auch ins Schwedische übersetzt), ISBN 91-7303-111-9
- Kaj ĉio restas penso, sed ne faro (Und alles bleibt Gedanke, nichts wird Tat), 1931 (Eine Broschüre zur zwischenmenschlichen Verständigung)
- Hindo rigardas Svedlandon (Ein Inder betrachtet Schweden), Lakshmiswar Sinha, Vorwort von Björn Collinder, Stockholm. Herausgeber: Soc. Esperanto = Förlagsforeningen Esperanto, 1936 (In den Archiven des CDELI), 200 Seiten, illustriert u. portraitiert.; 22 cm RERO: R003147585
- Esperanto-movado (Die Esperanto-Bewegung) 1963 (in bengalischer Sprache)
- Jaroj sur tero (Jahre auf der Erde), Malmö: Eldona Societo Esperanto, 1966 (Autobiografie), (in den Archiven des CDELI) RERO: R003789761
- Facila Esperanta lernolibro (Ein einfaches Esperanto-Lehrbuch) 1974 (in bengalischer Sprache)